# LSD 25 (álbum de The Fuzztones)
LSD 25: 25 Years of Fuzz and Fury es un álbum recopilatório de banda de garage rock norteamericana The Fuzztones.

## Descripción
El álbum, publicado en 2005 en Europa y en 2006 en Estados Unidos, recoge lo más destacado del repertorio de la banda pionera del garage rock revival The Fuzztones, liderada por Rudi Protrudi, único miembro activo de la formación original neoyorquina, que en 2005 cumplían sus 25 años de andadura musical. El DVD contiene vídeos promocionales, apariciones en televisión y entrevistas.

## Lista de canciones
1. Johnson In A Headlock 3.21
2. I Never Knew 3.17
3. One Girl Man 3.21
4. Gotta Get Some 2.33
5. Nine Months Later 4.25
6. Ward 81 5.29
7. Action Speaks Louder Than Words 2.15
8. I'm Gonna Make You Mine 2.27
9. Heathen Set 2.36
10. They're Gonna Take You Away 2.50
11. She's My Witch 3.01
12. Rise 3.30
13. Third Time's The Charm 3.31
14. Don't Blow Your Mind 3.07
15. Brand New Man 2.33
16. Bad News Travels Fast 2.39
17. Thirteen Women 2.47
18. Romilar D 3.31
19. Hurt On Hold 2.26
20. She's Wicked 3.15
21. This Sinister Urge 3.24
22. Salem Witch Trial 3.34
23. Strychnine 2.16
24. In Heat 2.20
25. Cinderella 2.56

## DVD
1. The Witch ( Vídeo promocional 1984)
2. Ward 81 (Vídeo promocional 1984)
3. Rudi Protrudi & Michael Jay (Entrevista Videowave NY TV 1984)
4. Bad News Travels Fast (Psychomania Festival - Alemania TV 1987)
5. Hurt On Hold (Vídeo promocional 1989)
6. Rudi Protrudi & Jordan Tarlow (Entrevista Music Box - Inglaterra TV 1990)
7. Girl You Captivate Me (Vídeo promocional 1988)
8. Nine Months Later (Vídeo promocional 1990)
9. Action Speaks Louder Than Words (The Alternative - LA TV 1990)
10. Down On The Streets (Live At Scream LA 1990)